# Sugarcult
Sugarcult (se pronuncia "Sugarquilt") é uma banda de rock norte-americana de Santa Barbara (Califórnia), formada em 1998. É formada por Tim Pagnotta (guitarra e vocais); Airin Older (baixo e backing vocals); Marko DeSantis, também conhecido como Marko 72 (guitarra), e Kenny Livingston (bateria).

## História
Tim Pagnotta conheceu o ex-baterista Ben Davis, durante um cigarro no intervalo da escola. Ben (que naquele tempo tocava baixo) e Tim começaram a tocar juntos regularmente. Tim e Airin se conheceram numa aula de música, quando Tim copiava a atividade de Airin. Eles se tornaram grandes amigos e Tim convidou-o a entrar na banda. Ben mudou sua posição na banda para baterista, e Airin preencheu o cargo de baixista. Marko DeSantis entrou na banda depois de conhecer Tim no camarote de um show do SuperDrag. Aparentemente se conheceram porque Tim, estava ocupando o lugar que estava reservado para a prostituta de Marko. Tim pediu para que Marko entrasse na banda, depois de ouví-lo tocando umas notas na guitarra.
Sugarcult lançou seu primeiro álbum, Eleven, em 1999. Seu segundo álbum, Wrap Me Up in Plastic em 2000. Em 2001, a banda lançou seu terceiro álbum, Start Static, com os hits "Pretty Girl", "Bouncing Off the Walls" (com "Van Wilder") e "Stuck in America". Antes de 2003, a música "Stuck in America" ganhou por votação o prêmio Regional de Los Angeles, no segundo ano do Independent Music Awards (Premiação da música independente). O Start Static tem como característica, várias músicas anteriormente lançadas no Wrap Me Up in Plastic. Em 2002, a banda relançou o Wrap Me Up in Plastic com uma nova lista de músicas, que incluíam músicas de ambos álbuns Eleven e o original Wrap Me Up in Plastic, como seu novo trabalho. Em 2003, Ben Davis deixou oficialmente o Sugarcult. Ben havia faltado regularmente nos shows desde que o Start Static foi lançado, e deixou o Sugarcult para receber ajuda contra seu alcoolismo. Tim era próximo de Ben, e compôs a música "Champagne" que fala sobre o vício que o forçou a sair da banda. Ben foi substituído por Kenny Livingston, ex-baterista da banda Lefty. Sugarcult esteve em Tour junto ao Green Day no Japão por uma semana, mas Marko teve que faltar ao último show porque sua esposa estava dando à luz a sua primeira criança. Em 13 de abril de 2004, Sugarcult lançou o Palm Trees and Power Lines, e tocaram junto com Conan O'Brien. Esse álbum foi lançado no "Memory" do MTV Hits (Incluído também nos jogos de playstation 2: Burnout 3 & NHL 2005) junto com "She's the Blade". Sugarcult conseguiu com sucesso uma vaga no palco principal da Warped Tour 2004, também abriram os shows da turnê American Idiot do Green Day, e do Blink 182 na turnê européia em 2004. Eles lançaram um álbum ao-vivo em 2005, chamado "Back to the Disaster". Seu último álbum de estúdio foi o "Lights Out", lançado em 12 de setembro de 2006. O álbum foi imediatamente seguido de duas turnês, uma turnê no outouno e outra no inverno. Caíram na estrada junto com as bandas So They Say, Maxeen, Halifax, e The Spill Canvas. Na turnê de inverno, incluíram bandas como Meg and Dia, Damone, The Pink Spiders, All Time Low, e The Adored. Sugarcult toucou na Soundwave Tour em 2008. Os membros tiraram o ano de 2009 para férias, em comemoração aos 10 anos de Sugarcult, e para fazer seus próprios projetos.

## Discografia
- Five - EP (1998)[2]
- Eleven (1999)[2]
- Wrap Me Up in Plastic (2000)[2]
- Start Static (2001) #194 US[2]
- Palm Trees and Power Lines (2004)[2]
- A Hard Day's Night - EP (2005)[2]
- Back to the Disaster (Ao-vivo) (2005)[2]
- Lights Out (2006)[2]